# Bunschoten
Bunschoten (pronúnciaⓘ) é uma município e cidade na província de Utreque, nos Países Baixos. Fica aproximadamente 7 km ao norte de Amersfoort. Seu território abrange a municipalidade de Bunschoten (criada em 1204 pelo bispo de Utreque), da qual manteve o nome, e as municipalidades extintas de Duyst, De Haar e Zevenhuizen, que fizeram parte do vilarejo de Hoogland de 1854 até 1971.

## História
Bunschoten foi criada em 1204 e recebeu esse nome em 1294. Localizava-se na fronteira entre e Utreque e Gueldres, e sofreu numerosas vezes invasões desse ducado. Em 1383, o arcebispado de Utreque reconheceu oficialmente Bunschoten como cidade, o que possibilitou aos cidadãos construir uma muralha de terra em torno do povoado. No entanto, as fortificações e parte da cidade foram destruídas no Natal de 1427 em uma guerra entre dois bispos rivais, e nunca foram reconstruídas.

## Centros populacionais
A municipalidade de Bunschoten consiste nas seguintes cidades, povoados, distritos e/ou aldeias:
- Spakenburg
- Bunschoten (18.258)
- Eemdijk (800)
- Zevenhuizen (110)